# Tambomachay

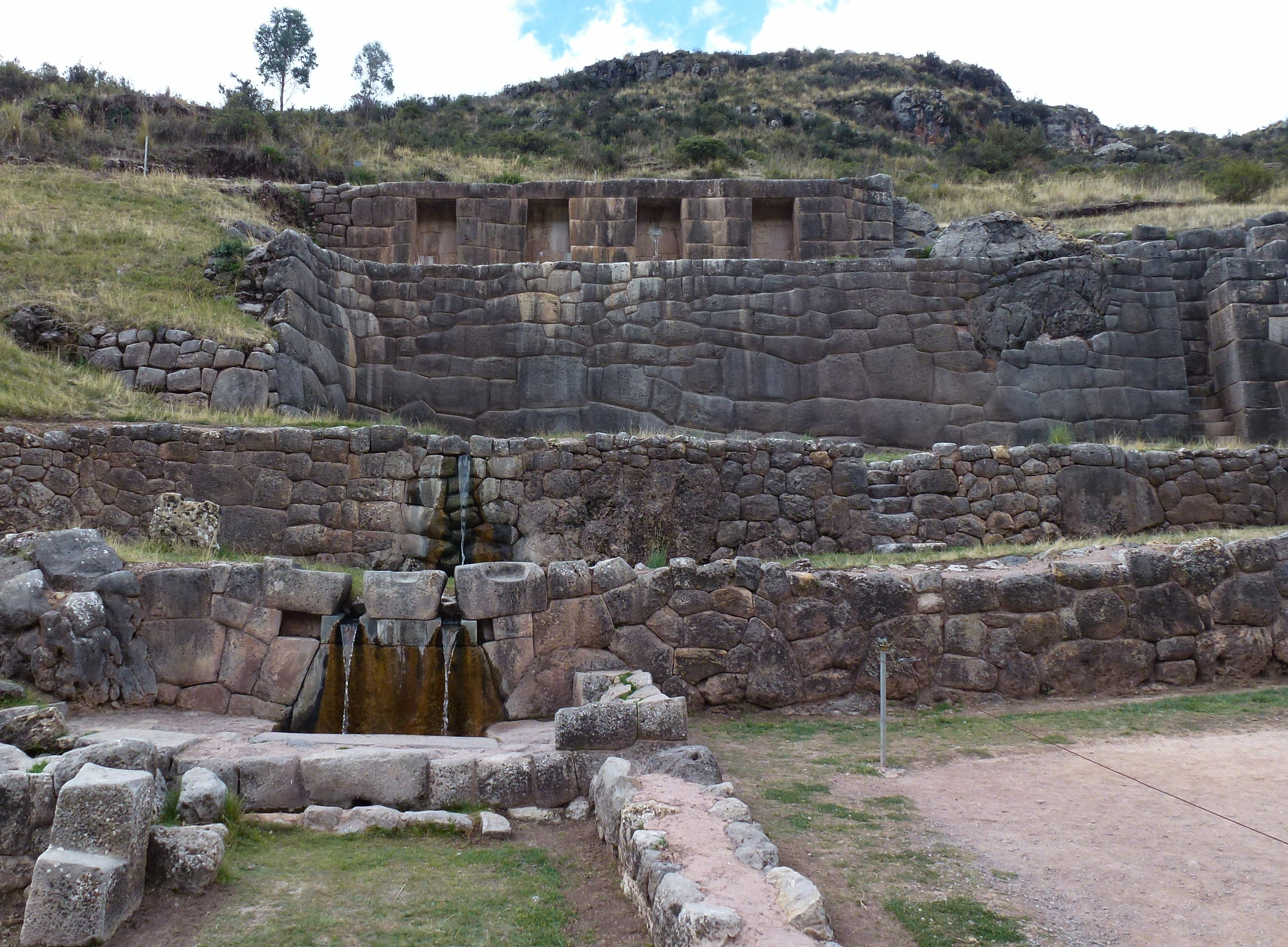
Tambomachay

Tambomachay (quechua Tampumach'ay, plats att vila) är belägen nära staden Cusco, i Peru. Det är en arkeologisk plats som ägnades åt att dyrka vattnet och för att Inkarikets härskare skulle kunna vila sig. Platsen kallas också för "Inkans bad".
Platsen består av en rad akvedukter, kanaler och olika vattenfall som rinner över klipporna. Här fanns en sorts kunglig trädgård vars bevattning kom från ett komplicerat kanalsystem som var speciellt gjort för detta.